# Australian Ballet
Australian Ballet är ett australiskt balettsällskap, bildat 1962 och baserat i Melbourne. Baletten har en plantskola i The Australian Ballet School.